# Aflorimentul de lângă satul Văleni
Aflorimentul de lângă satul Văleni este un monument al naturii de tip geologic sau paleontologic în raionul Cahul, Republica Moldova. Este amplasat la 0,5 km sud de satul Văleni, panta de est a văii râului Prut (ocolul silvic Slobozia Mare, parcela 11F). Are o suprafață de 3 ha, sau 0,83 ha conform unor aprecieri recente. Obiectul este administrat de Întreprinderea pentru Silvicultură „Silva-Sud” Cahul.

## Istoric
Geologul și paleontologul român Nicolae Macarovici a fost, în anii 1936 și 1940, printre primii cercetători ai aflorimentului. Situl a fost studiat mai aprofundat în anii 1958–1968 de către cercetători de la Institutul de Geologie⁠(d) al Academiei Ruse de Științe și de la Academia de Științe a Moldovei. Amplasamentul geologo-paleontologic de la Văleni a servit ca unul din punctele de reper pentru studiu în cadrul Colocviului Științific Internațional „Limitele stratigrafice dintre Neogen și Cuaternar”, desfășurat la Moscova în 1972.

## Descriere
Aflorimentul de la Văleni este un sit geologic cu mai multe nivele stratigrafice de vârstă pliocenă și pleistocenă.
Baza secțiunii stratigrafice este alcătuită din depozite ale pliocenului inferior (biozona MN 15; 4,8–3 milioane de ani în urmă). Acestea sunt compuse din 5-6 pachete de aluviuni aparținând terasei a VII-a a Prutului. Din aceste sedimente aluviale au fost extrase resturi scheletice de mamifere raportate la Complexul faunistic Moldavian, precum Proochotona eximia, Prolagomys gigas, Pliomys kowalski, Stephanorhinus megarhinus, Paracamelus alexejevi, Procapreolus cf. cusanus ș.a. Tot aici au fost descoperite cochilii de moluște de apă dulce porațiene, printre care Margaritifera flabilatiformes și Potamida bogatschevi. În partea superioară a depozitelor porațiene, paleontologul K. I. Șușpanov a descoperit dinți de rozătare ale Complexului faunistic Haprovian, mai evoluat decât cel Moldavian, și anume Villanya petenii, Pliomys kowalski, Dolomys milleri ș.a.
Deasupra aluviunilor porațiene se află depozite mai tinere cu oseminte caracteristice Teriocomplexului Tamanian, atribuit etapei târzii a pleistocenului inferior, și anume măsele de elefant-de-sud Archidiskodon meridionalis tamanensis și de cal Equus (Allohippus) sussenbornensis și dinți de rozătoare (Dolomys milleri, Allophaiomys pliocaenicus etc.).
Aluviunile de pietriș grosier amestecat cu nisip din pleistocenul mediu adăpostesc fragmente de măsele ale elefantului trogontier Mammuthus trogontherii. Deasupra, în argilele deluviale din pleistocenul superior au fost depistate o măsea și câteva fragmente de oase ale membrelor aparținând mamutului Mammuthus primigenius.

Flora
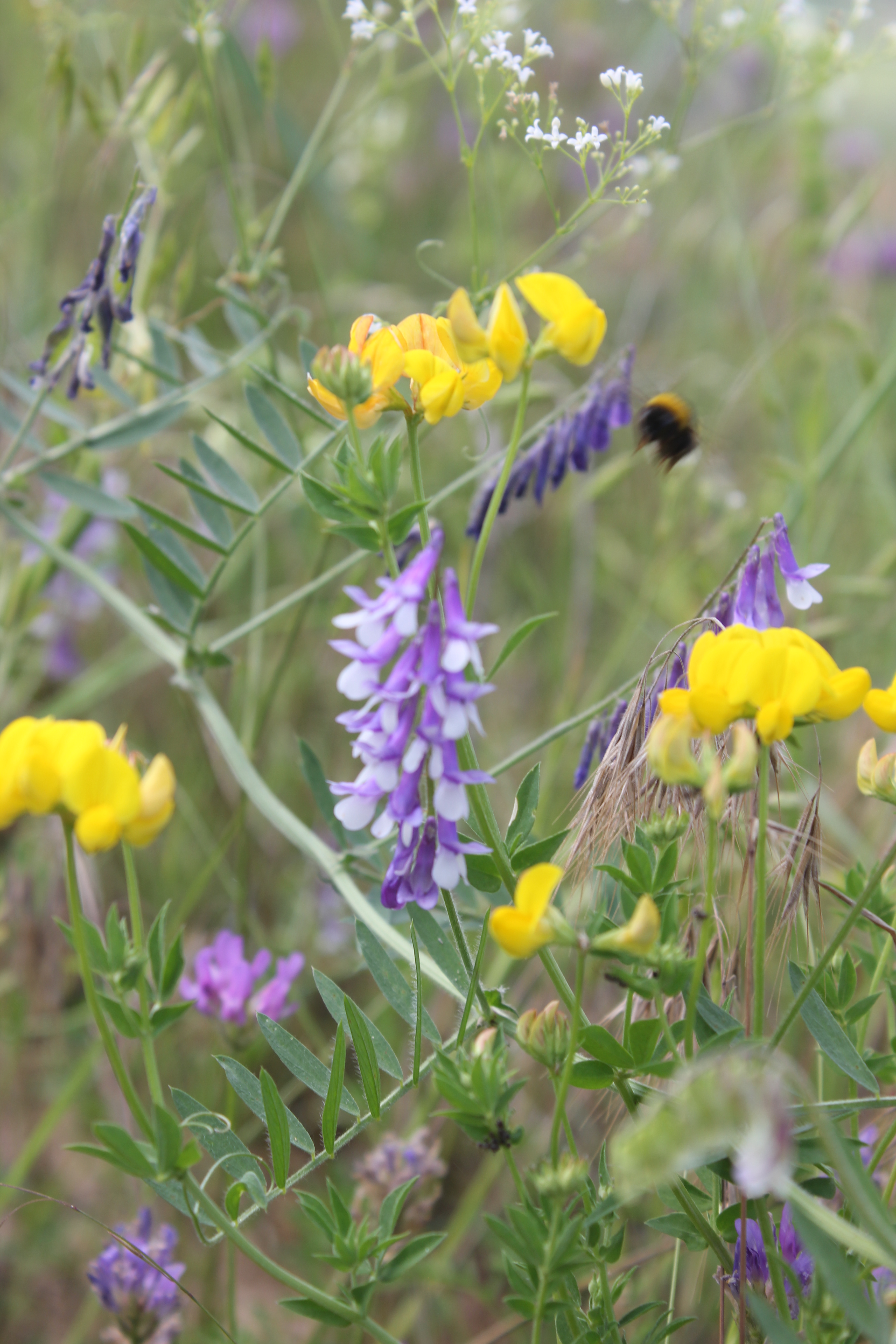
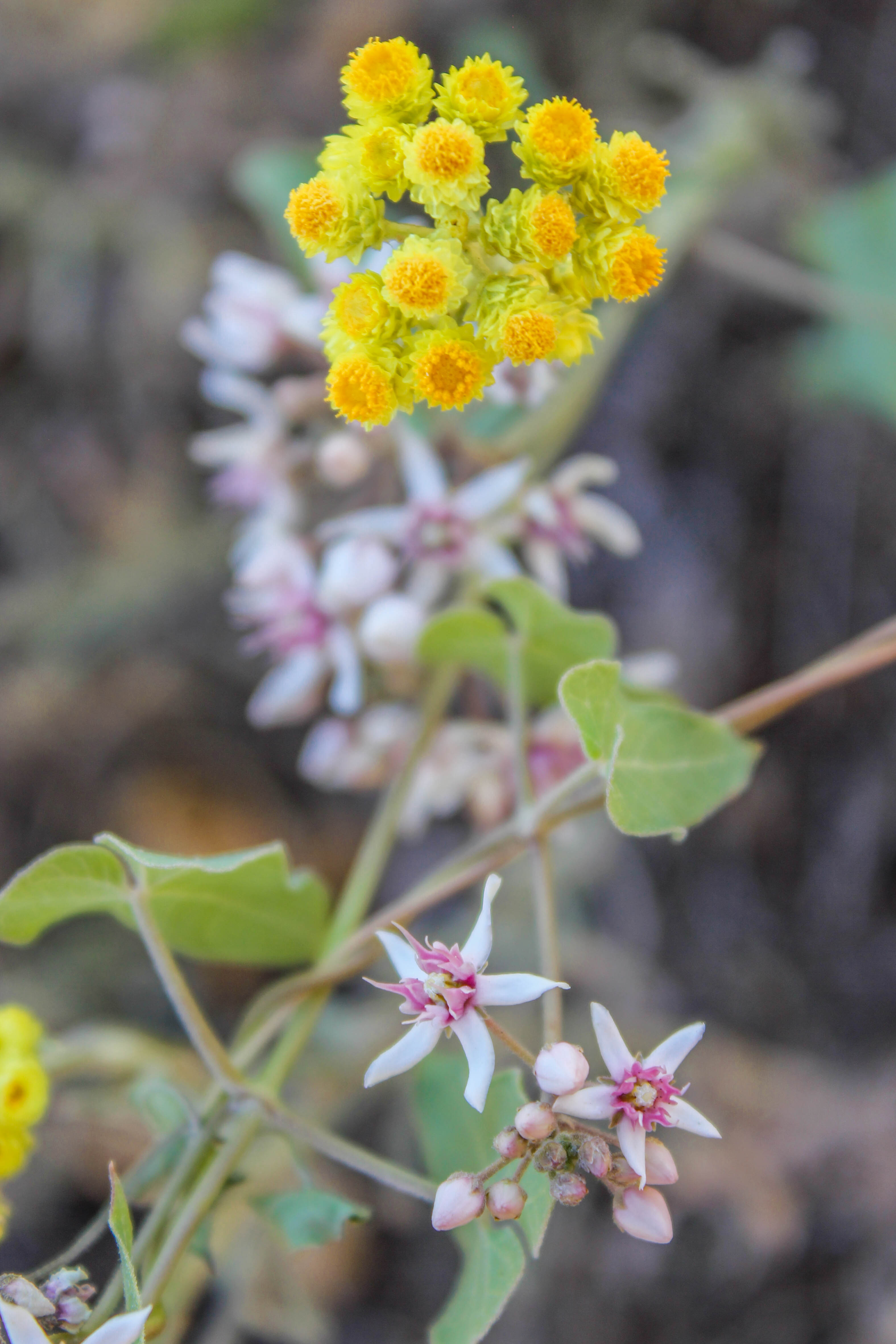
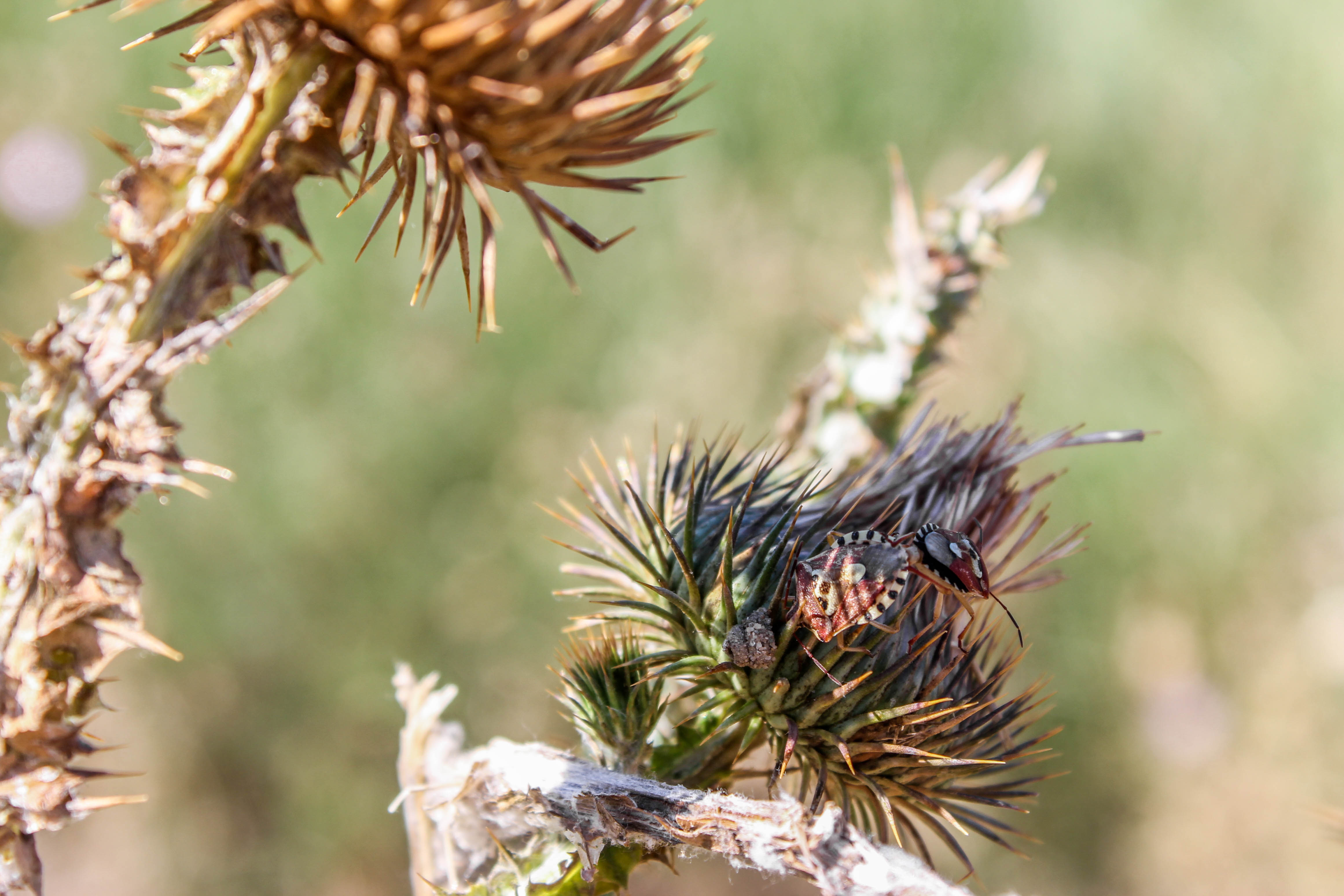
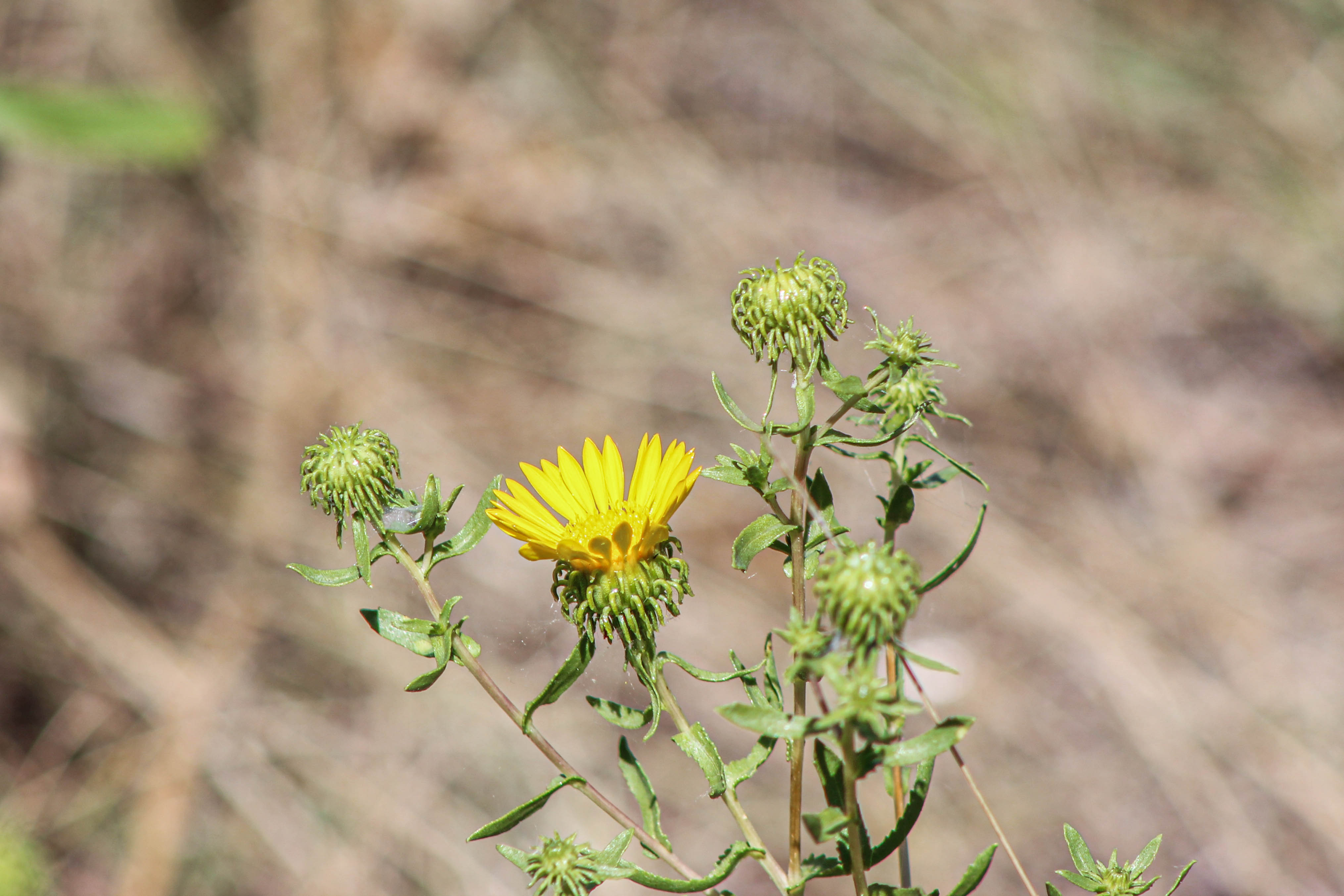

## Statut de protecție
Obiecivul a fost luat sub protecția statului prin Hotărîrea Sovietului de Miniștri al RSSM din 8 ianuarie 1975 nr. 5, iar statutul de protecție a fost reconfirmat prin Legea nr. 1538 din 25 februarie 1998 privind fondul ariilor naturale protejate de stat. Deținătorul funciar al monumentului natural era, la momentul publicării Legii din 1998, Firma Agricolă „Văleni”, dar între timp acesta a trecut la balanța Întreprinderii pentru Silvicultură „Silva-Sud” Cahul.
Situl fosilifer conține repere ale faunei pliocenului și pleistocenului din zona de sud-vest a Republicii Moldova. Este un loc potrivit pentru cercetarea geologiei plio-pleistocenului la nivel european și mondial: concretizarea limitelor biostratigrafice, reconstrucții paleogeografice ș.a.m.d. Amplasarea ariei protejate în proximitatea rezervației științifice „Prutul de Jos” și a traseului Cahul–Giurgiulești relevă un pontențial turistic ridicat al acesteia.
Conform situației din anul 2016 aria protejată nu are un panou informativ instalat, iar suprafața ei și hotarele nu sunt concretizate, din care motiv lipsesc bornele de delimitare.

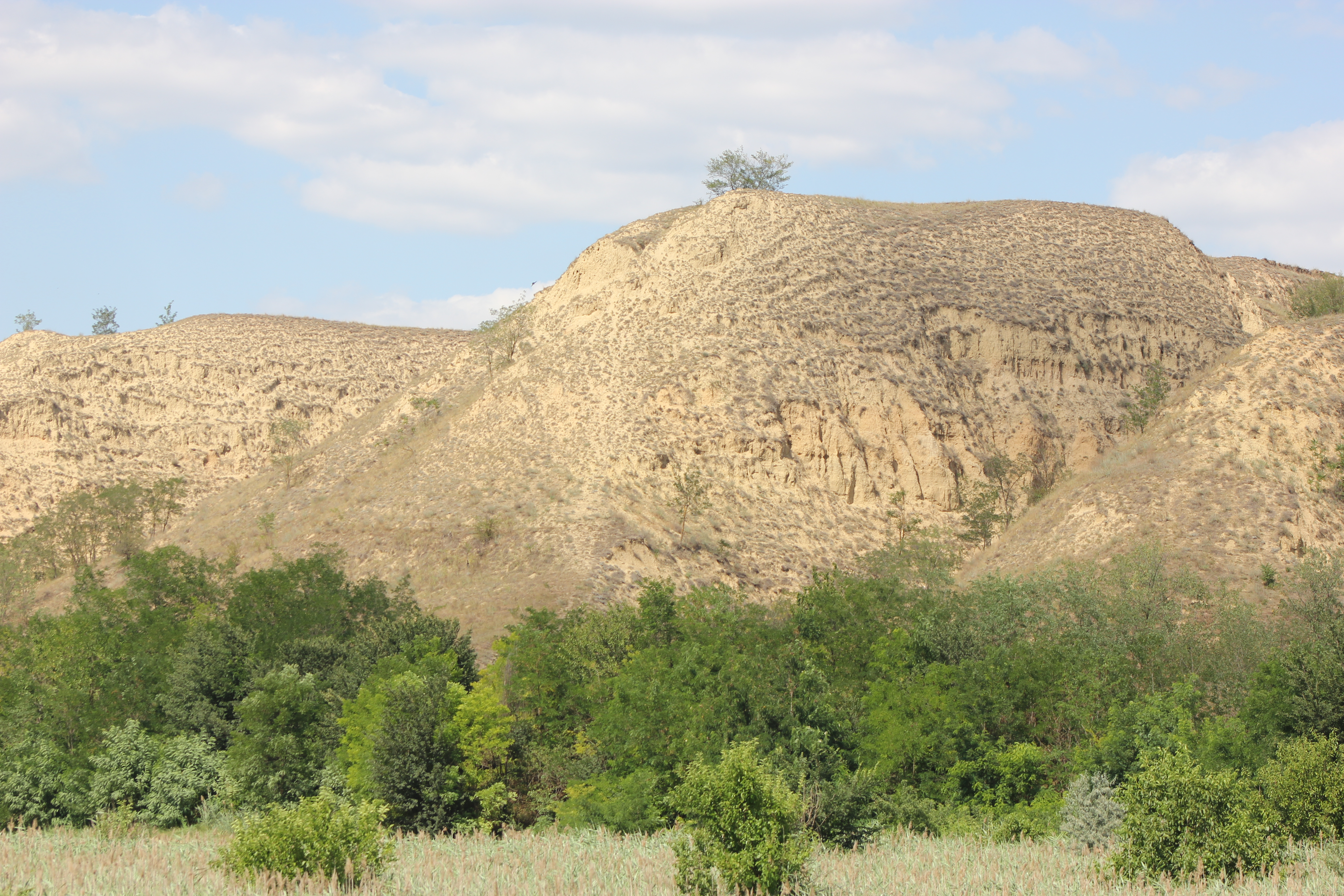
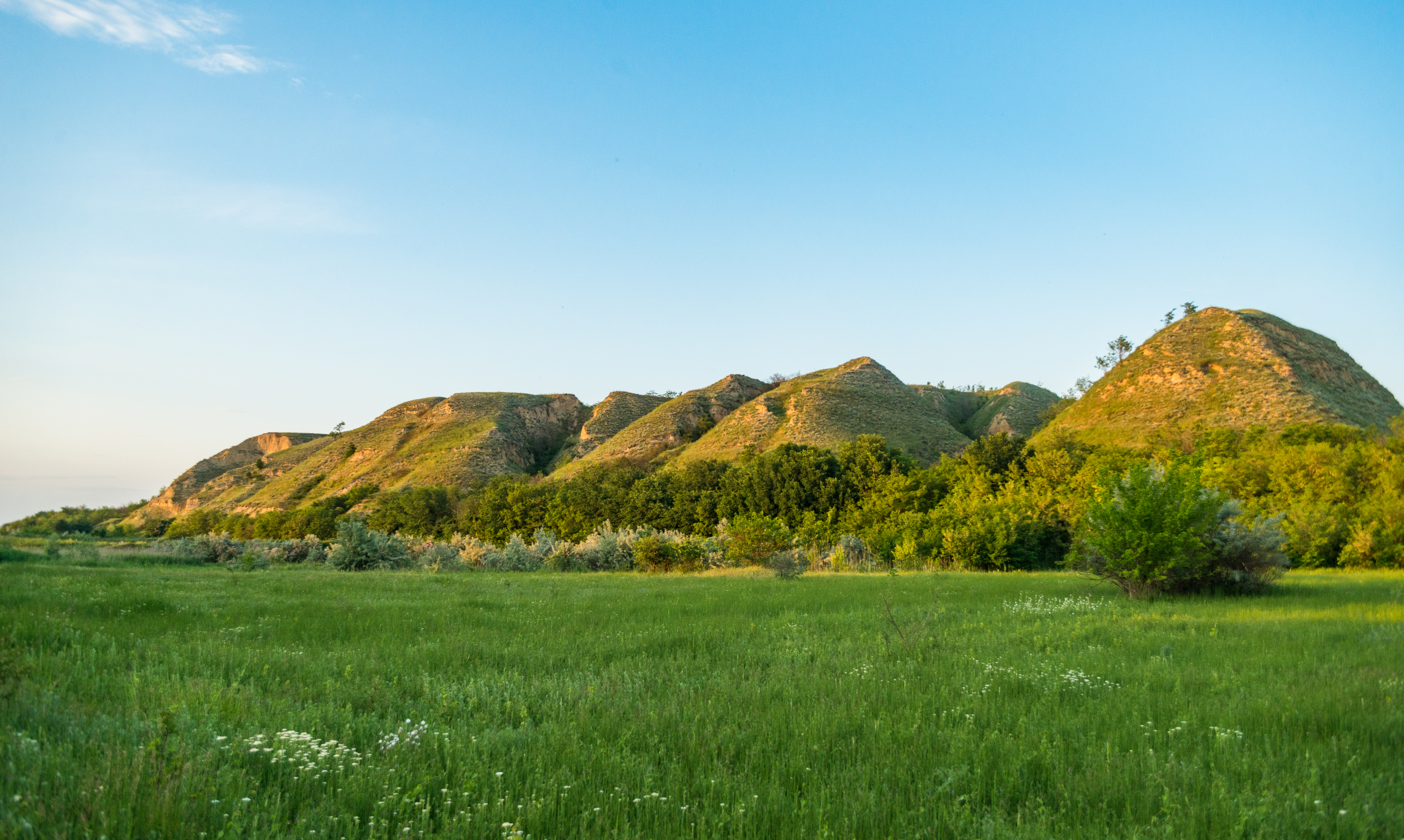
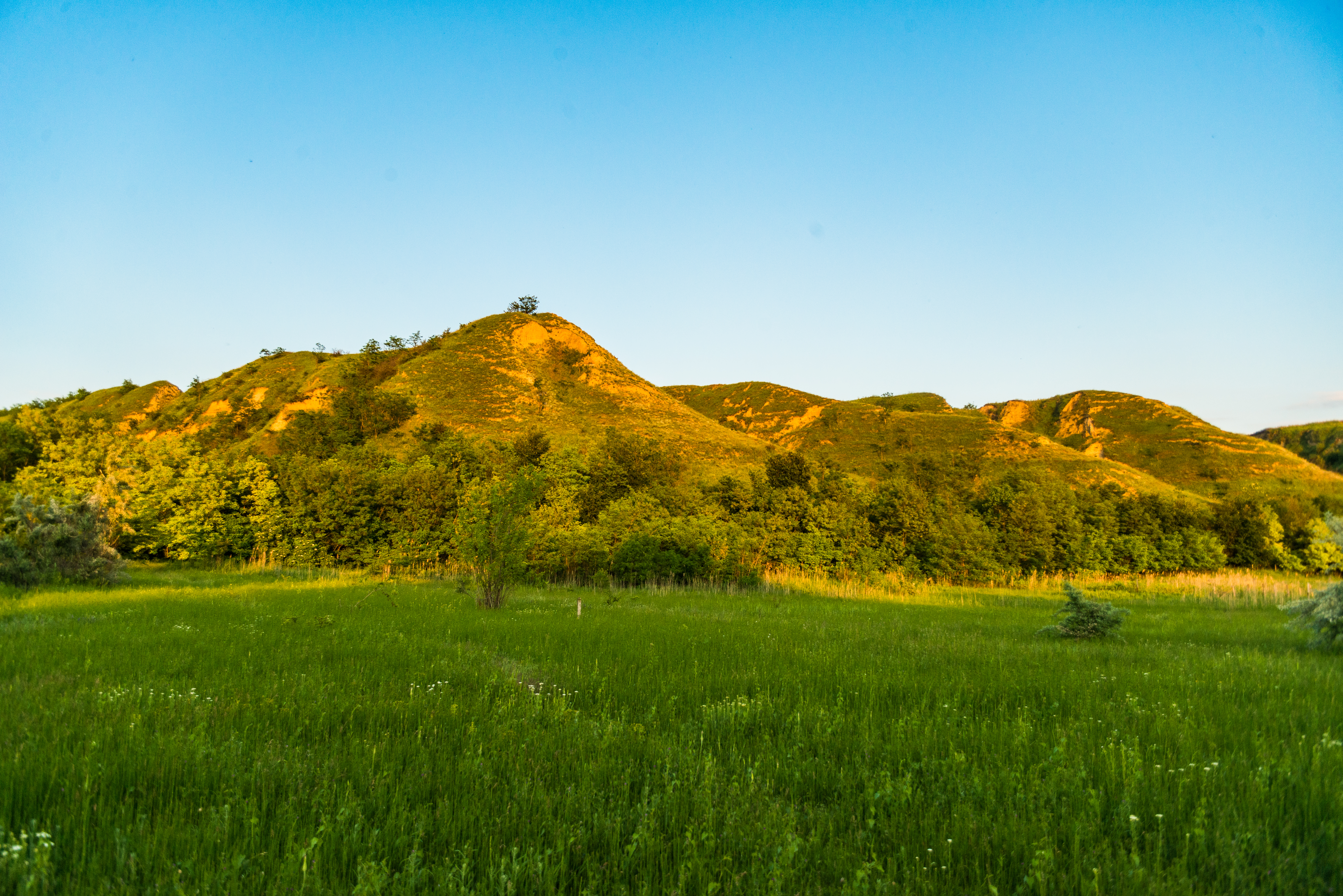
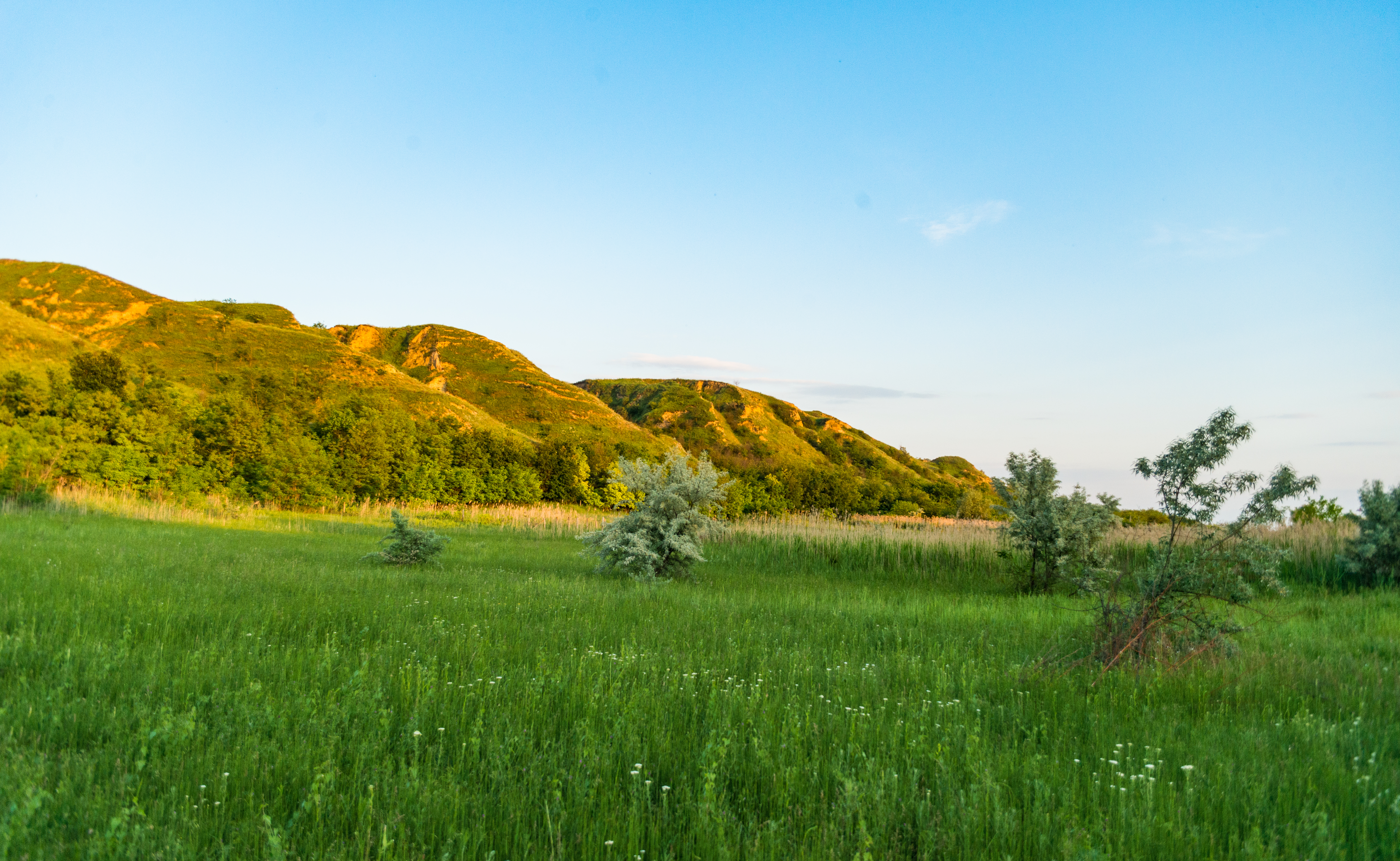